# آلن (تگزاس)
آلن (به انگلیسی: Allen) شهری در شهرستان کالین ایالت تگزاس از ایالات جنوبی ایالات متحده آمریکا است. این شهر قسمتی از کلان‌شهر دالاس-فورت وورث است. در سرشماری سال ۲۰۰۰، جمعیت این شهر ۴۳٬۵۵۴ نفر اعلام شد. 

## پیشینه
پیش از رسیدن سفیدپوستان به منطقهٔ آلن این سامان نشیمنگاه قبیله‌های سرخ‌پوستی کادو و کومانچی بود. مهاجران اروپایی‌تبار از اوایل دههٔ ۱۸۴۰ به دنبال زمین‌های آزاد به منطقهٔ آلن رسیدند. پس از ورود سفیدپوست‌ها، قبایل سرخ‌پوست منطقه به سوی باختر کوچیده و بعدها منطقهٔ زیست آن‌ها به ناحیه، سرخ‌پوستی شمال رود سرخ محدود شد.

## تقسیمات سیاسی
شهر آلن از نظر تقسیمات سیاسی جزو شهرستان کالین، تگزاس محسوب می‌شود. در حالی که از نظر موقعیت شهری در محدوده متروپلیس دالاس-فورت وورث (دی-اف دبلیو) قرار دارد.

## موقعیت شهری
شهر آلن همجوار شهر پلینو و در شمال کلانشهر دالاس-فورت وورث واقع است. از شهرهای نوساز، دارای آب و هوای مناسب و بدون ترافیک به‌شمار می‌رود.

## مراکز دیدنی
از مراکز دیدنی این شهر می‌توان به مجموعه تفریحی و خرید واترز کریک (Watters Creek)، مرکز خرید بزرگ (مال) ویلیج ات آلن (The Village at Allen)، موزه میراث روستایی آلن (Allen Heritage Village)، پارک‌های متعدد از جمله منطقه ذخیره گاهی Connemara Meadow Conservancy در خیابان آلما، پارک توین کریک، پارک و دریاچه در خیابان بتانی (Bethany Lakes Park)، پارک و دریاچه هیدروس (برای اسکی روی آب) و … اشاره نمود.